# Контни оквир
Контни оквир је списак свих рачуна који се могу користити приликом евидентирања финансијских (пословних) промена. Евидентирани су и класификовани према утврђеним циљевима, актима и законима одговарајућих владиних институција. У зависности од државе из које произилази, контни оквир може бити нумерички, алфабетни или комбинација бројева и слова. Контни оквир који се примењује у предузећу назива се контни план. Његова примена може бити обавезна или факултативна. У многим земљама света прописан је један контни оквир за предузећа и задруге који се мора примењивати. Постоје и случајеви где се предузећима у одређеним државама даје на располагање више контних оквира.
Контни оквир обезбеђује једнообразно књиговодство што подразумева да сва предузећа исте економске групе, своје исте економске промене бележе на исти начин и на истим рачунима. Предности једнообразног књиговодства су лакша обука кадрова, скраћено време потребно за контролу и бржи начин обраде података.